# Wereldkampioenschappen badminton/Medaillewinnaars

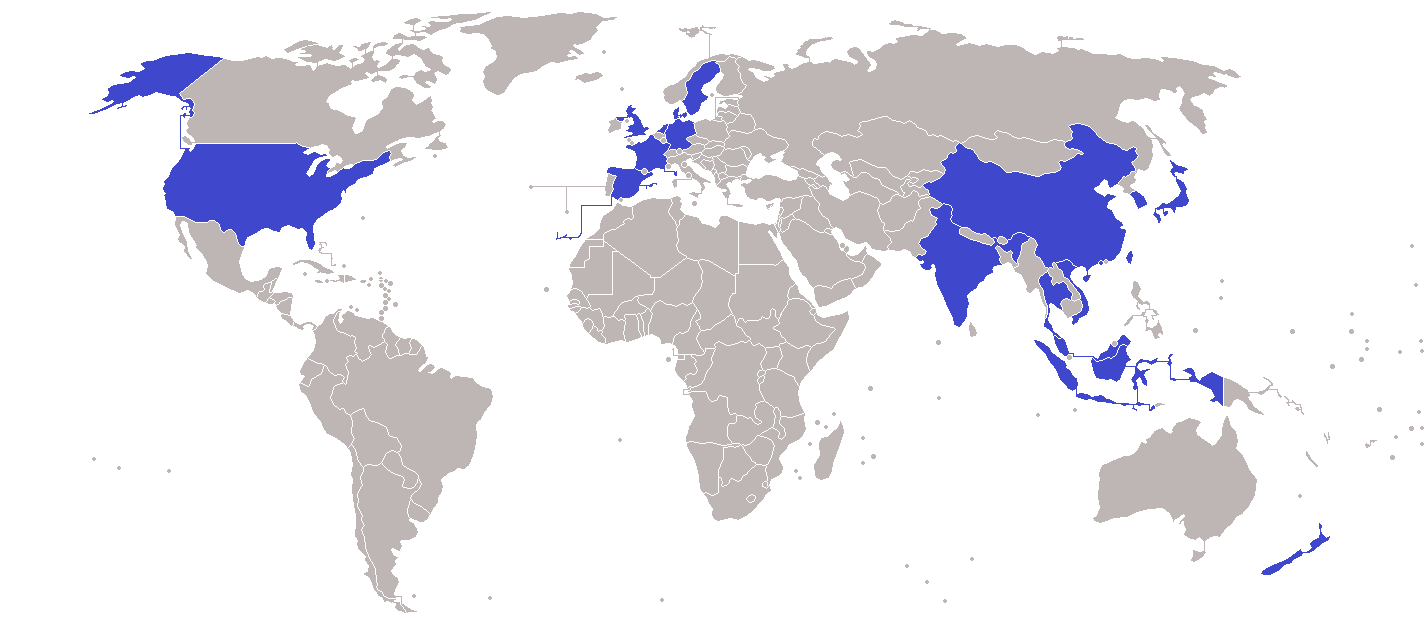
Landen met medaillewinnaars. De kleur geeft de hoogst behaalde medaille weer.

Dit is een overzicht van de medaillewinnaars op het wereldkampioenschap badminton sinds 1977. Het overzicht is onderverdeeld in de vijf onderdelen in het badminton, mannen enkel en dubbel, vrouwen enkel en dubbel en gemengd dubbel.
Per onderdeel worden twee bronzen medailles uitgereikt. Dit komt doordat er geen wedstrijd om de derde plaats wordt georganiseerd en derhalve de verliezers van de halvefinalisten een bronzen medaille ontvangen.

## Historie medaillewinnaars

### Mannen enkel
| Jaar | Plaats       | Goud                     | Zilver                   | Brons                        |
| ---- | ------------ | ------------------------ | ------------------------ | ---------------------------- |
| 1977 | Malmö        | Flemming Delfs (DEN)     | Svend Pri (DEN)          | Lie Sumirat(INA)             |
| 1977 | Malmö        | Flemming Delfs (DEN)     | Svend Pri (DEN)          | Thomas Kihlström (SWE)       |
| 1980 | Jakarta      | Rudy Hartono(INA)        | Liem Swie King(INA)      | Hadiyanto Wirawan(INA)       |
| 1980 | Jakarta      | Rudy Hartono(INA)        | Liem Swie King(INA)      | Lius Pongoh(INA)             |
| 1983 | Kopenhagen   | Icuk Sugiarto(INA)       | Liem Swie King(INA)      | Prakash Padukone (IND)       |
| 1983 | Kopenhagen   | Icuk Sugiarto(INA)       | Liem Swie King(INA)      | Han Jian (CHN)               |
| 1985 | Calgary      | Han Jian (CHN)           | Morten Frost (DEN)       | Pieter Nierhoff (DEN)        |
| 1985 | Calgary      | Han Jian (CHN)           | Morten Frost (DEN)       | Yang Yang (CHN)              |
| 1987 | Peking       | Yang Yang (CHN)          | Morten Frost (DEN)       | Zhao Jianhua (CHN)           |
| 1987 | Peking       | Yang Yang (CHN)          | Morten Frost (DEN)       | Icuk Sugiarto(INA)           |
| 1989 | Jakarta      | Yang Yang (CHN)          | Ardy Wiranata(INA)       | Icuk Sugiarto(INA)           |
| 1989 | Jakarta      | Yang Yang (CHN)          | Ardy Wiranata(INA)       | Eddy Kurniawan(INA)          |
| 1991 | Kopenhagen   | Zhao Jianhua (CHN)       | Alan Budikusuma(INA)     | Ardy Wiranata(INA)           |
| 1991 | Kopenhagen   | Zhao Jianhua (CHN)       | Alan Budikusuma(INA)     | Liu Jun (CHN)                |
| 1993 | Birmingham   | Joko Suprianto(INA)      | Hermawan Susanto(INA)    | Thomas Stuer-Lauridsen (DEN) |
| 1993 | Birmingham   | Joko Suprianto(INA)      | Hermawan Susanto(INA)    | Ardy Wiranata(INA)           |
| 1995 | Lausanne     | Heryanto Arbi(INA)       | Park Sung-woo (KOR)      | Poul-Erik Høyer Larsen (DEN) |
| 1995 | Lausanne     | Heryanto Arbi(INA)       | Park Sung-woo (KOR)      | Thomas Stuer-Lauridsen (DEN) |
| 1997 | Glasgow      | Peter Rasmussen (DEN)    | Sun Jun (CHN)            | Heryanto Arbi(INA)           |
| 1997 | Glasgow      | Peter Rasmussen (DEN)    | Sun Jun (CHN)            | Poul-Erik Høyer Larsen (DEN) |
| 1999 | Kopenhagen   | Sun Jun (CHN)            | Fung Permadi (TPE)       | Peter Gade (DEN)             |
| 1999 | Kopenhagen   | Sun Jun (CHN)            | Fung Permadi (TPE)       | Poul-Erik Høyer Larsen (DEN) |
| 2001 | Sevilla      | Hendrawan(INA)           | Peter Gade (DEN)         | Taufik Hidayat(INA)          |
| 2001 | Sevilla      | Hendrawan(INA)           | Peter Gade (DEN)         | Chen Hong (CHN)              |
| 2003 | Birmingham   | Xia Xuanze (CHN)         | Wong Choong Hann (MAS)   | Shon Seung Mo (KOR)          |
| 2003 | Birmingham   | Xia Xuanze (CHN)         | Wong Choong Hann (MAS)   | Bao Chunlai (CHN)            |
| 2005 | Anaheim      | Taufik Hidayat(INA)      | Lin Dan (CHN)            | Peter Gade (DEN)             |
| 2005 | Anaheim      | Taufik Hidayat(INA)      | Lin Dan (CHN)            | Lee Chong Wei (MAS)          |
| 2006 | Madrid       | Lin Dan (CHN)            | Bao Chunlai (CHN)        | Chen Hong (CHN)              |
| 2006 | Madrid       | Lin Dan (CHN)            | Bao Chunlai (CHN)        | Lee Hyun-il (KOR)            |
| 2007 | Kuala Lumpur | Lin Dan (CHN)            | Sony Dwi Kuncoro(INA)    | Bao Chunlai (CHN)            |
| 2007 | Kuala Lumpur | Lin Dan (CHN)            | Sony Dwi Kuncoro(INA)    | Chen Yu (CHN)                |
| 2009 | New Delhi    | Lin Dan (CHN)            | Chen Jin (CHN)           | Taufik Hidayat(INA)          |
| 2009 | New Delhi    | Lin Dan (CHN)            | Chen Jin (CHN)           | Sony Dwi Kuncoro(INA)        |
| 2010 | Parijs       | Chen Jin (CHN)           | Taufik Hidayat(INA)      | Peter Gade (DEN)             |
| 2010 | Parijs       | Chen Jin (CHN)           | Taufik Hidayat(INA)      | Park Sung-Hwan (KOR)         |
| 2011 | Londen       | Lin Dan (CHN)            | Lee Chong Wei (MAS)      | Peter Gade (DEN)             |
| 2011 | Londen       | Lin Dan (CHN)            | Lee Chong Wei (MAS)      | Chen Jin (CHN)               |
| 2013 | Guangzhou    | Lin Dan (CHN)            | Lee Chong Wei (MAS)      | Du Pengyu (CHN)              |
| 2013 | Guangzhou    | Lin Dan (CHN)            | Lee Chong Wei (MAS)      | Nguyễn Tiến Minh (VIE)       |
| 2014 | Kopenhagen   | Chen Long (CHN)          | Lee Chong Wei (MAS)      | Tommy Sugiarto(INA)          |
| 2014 | Kopenhagen   | Chen Long (CHN)          | Lee Chong Wei (MAS)      | Viktor Axelsen (DEN)         |
| 2015 | Jakarta      | Chen Long (CHN)          | Lee Chong Wei (MAS)      | Kento Momota (JPN)           |
| 2015 | Jakarta      | Chen Long (CHN)          | Lee Chong Wei (MAS)      | Jan Ø. Jørgensen (DEN)       |
| 2017 | Glasgow      | Viktor Axelsen (DEN)     | Lin Dan (CHN)            | Chen Long (CHN)              |
| 2017 | Glasgow      | Viktor Axelsen (DEN)     | Lin Dan (CHN)            | Son Wan-ho (KOR)             |
| 2018 | Nanjing      | Kento Momota (JPN)       | Shi Yuqi (CHN)           | Chen Long (CHN)              |
| 2018 | Nanjing      | Kento Momota (JPN)       | Shi Yuqi (CHN)           | Daren Liew (MAS)             |
| 2019 | Bazel        | Kento Momota (JPN)       | Anders Antonsen (DEN)    | Sai Praneeth B. (IND)        |
| 2019 | Bazel        | Kento Momota (JPN)       | Anders Antonsen (DEN)    | Kantaphon Wangcharoen (THA)  |
| 2021 | Huelva       | Loh Kean Yew (SGP)       | Srikanth Kidambi (IND)   | Anders Antonsen (DEN)        |
| 2021 | Huelva       | Loh Kean Yew (SGP)       | Srikanth Kidambi (IND)   | Lakshya Sen (IND)            |
| 2022 | Tokio        | Viktor Axelsen (DEN)     | Kunlavut Vitidsarn (THA) | Chou Tien-chen (TPE)         |
| 2022 | Tokio        | Viktor Axelsen (DEN)     | Kunlavut Vitidsarn (THA) | Zhao Junpeng (CHN)           |
| 2023 | Kopenhagen   | Kunlavut Vitidsarn (THA) | Kodai Naraoka (JPN)      | Anders Antonsen (DEN)        |
| 2023 | Kopenhagen   | Kunlavut Vitidsarn (THA) | Kodai Naraoka (JPN)      | H.S. Prannoy (IND)           |

### Vrouwen enkel
| Jaar | Plaats       | Goud                     | Zilver                        | Brons                       |
| ---- | ------------ | ------------------------ | ----------------------------- | --------------------------- |
| 1977 | Malmö        | Lene Køppen (DEN)        | Gillian Gilks (ENG)           | Hiroe Yuki (JPN)            |
| 1977 | Malmö        | Lene Køppen (DEN)        | Gillian Gilks (ENG)           | Margaret Lockwood (ENG)     |
| 1980 | Jakarta      | Verawaty Wiharjo(INA)    | Ivana Lie(INA)                | Lene Køppen (DEN)           |
| 1980 | Jakarta      | Verawaty Wiharjo(INA)    | Ivana Lie(INA)                | Taty Sumirah(INA)           |
| 1983 | Kopenhagen   | Li Lingwei (CHN)         | Han Aiping (CHN)              | Helen Troke (ENG)           |
| 1983 | Kopenhagen   | Li Lingwei (CHN)         | Han Aiping (CHN)              | Zhang Ailing (CHN)          |
| 1985 | Calgary      | Han Aiping (CHN)         | Wu Jianqui (CHN)              | Li Lingwei (CHN)            |
| 1985 | Calgary      | Han Aiping (CHN)         | Wu Jianqui (CHN)              | Zheng Yuli (CHN)            |
| 1987 | Peking       | Han Aiping (CHN)         | Li Lingwei (CHN)              | Zheng Yuli (CHN)            |
| 1987 | Peking       | Han Aiping (CHN)         | Li Lingwei (CHN)              | Gu Jiaming (CHN)            |
| 1989 | Jakarta      | Li Lingwei (CHN)         | Huang Hua (CHN)               | Tan Jiu Hong (CHN)          |
| 1989 | Jakarta      | Li Lingwei (CHN)         | Huang Hua (CHN)               | Sawendah Kusumawardani(INA) |
| 1991 | Kopenhagen   | Tang Jiuhong (CHN)       | Sarwendah Kusumawardhani(INA) | Susi Susanti(INA)           |
| 1991 | Kopenhagen   | Tang Jiuhong (CHN)       | Sarwendah Kusumawardhani(INA) | Lee Huang Soon (KOR)        |
| 1993 | Birmingham   | Susi Susanti(INA)        | Bang Soo-hyun (KOR)           | Ye Zhaoying (CHN)           |
| 1993 | Birmingham   | Susi Susanti(INA)        | Bang Soo-hyun (KOR)           | Tang Jiuhong (CHN)          |
| 1995 | Lausanne     | Ye Zhaoying (CHN)        | Han Jingna (CHN)              | Susi Susanti(INA)           |
| 1995 | Lausanne     | Ye Zhaoying (CHN)        | Han Jingna (CHN)              | Bang Soo-hyun (KOR)         |
| 1997 | Glasgow      | Ye Zhaoying (CHN)        | Gong Zhichao (CHN)            | Han Jingna (CHN)            |
| 1997 | Glasgow      | Ye Zhaoying (CHN)        | Gong Zhichao (CHN)            | Wang Chen (CHN)             |
| 1999 | Kopenhagen   | Camilla Martin (DEN)     | Dai Yun (CHN)                 | Gong Ruina (CHN)            |
| 1999 | Kopenhagen   | Camilla Martin (DEN)     | Dai Yun (CHN)                 | Mette Sørensen (DEN)        |
| 2001 | Sevilla      | Gong Ruina (CHN)         | Zhou Mi (CHN)                 | Gong Zhichao (CHN)          |
| 2001 | Sevilla      | Gong Ruina (CHN)         | Zhou Mi (CHN)                 | Zhang Ning (CHN)            |
| 2003 | Birmingham   | Zhang Ning (CHN)         | Gong Ruina (CHN)              | Zhou Mi (CHN)               |
| 2003 | Birmingham   | Zhang Ning (CHN)         | Gong Ruina (CHN)              | Mia Audina (NED)            |
| 2005 | Anaheim      | Xie Xingfang (CHN)       | Zhang Ning (CHN)              | Xu Huaiwen (GER)            |
| 2005 | Anaheim      | Xie Xingfang (CHN)       | Zhang Ning (CHN)              | Cheng Shao-Chieh (TPE)      |
| 2006 | Madrid       | Xie Xingfang (CHN)       | Zhang Ning (CHN)              | Xu Huaiwen (GER)            |
| 2006 | Madrid       | Xie Xingfang (CHN)       | Zhang Ning (CHN)              | Petra Overzier (GER)        |
| 2007 | Kuala Lumpur | Zhu Lin (CHN)            | Wang Chen (HKG)               | Lu Lan (CHN)                |
| 2007 | Kuala Lumpur | Zhu Lin (CHN)            | Wang Chen (HKG)               | Zhang Ning (CHN)            |
| 2009 | New Delhi    | Lu Lan (CHN)             | Xie Xingfang (CHN)            | Wang Lin (CHN)              |
| 2009 | New Delhi    | Lu Lan (CHN)             | Xie Xingfang (CHN)            | Hongyan Pi (FRA)            |
| 2010 | Parijs       | Wang Lin (CHN)           | Wang Xin (CHN)                | Wang Shixian (CHN)          |
| 2010 | Parijs       | Wang Lin (CHN)           | Wang Xin (CHN)                | Tine Baun (DEN)             |
| 2011 | Londen       | Wang Yihan (CHN)         | Cheng Shao Chieh (TPE)        | Wang Xin (CHN)              |
| 2011 | Londen       | Wang Yihan (CHN)         | Cheng Shao Chieh (TPE)        | Juliane Schenk (GER)        |
| 2013 | Guangzhou    | Ratchanok Inthanon (THA) | Li Xuerui (CHN)               | Bae Youn-joo (KOR)          |
| 2013 | Guangzhou    | Ratchanok Inthanon (THA) | Li Xuerui (CHN)               | P. V. Sindhu (IND)          |
| 2014 | Kopenhagen   | Carolina Marín (ESP)     | Li Xuerui (CHN)               | Minatsu Mitani (JPN)        |
| 2014 | Kopenhagen   | Carolina Marín (ESP)     | Li Xuerui (CHN)               | P. V. Sindhu (IND)          |
| 2015 | Jakarta      | Carolina Marín (ESP)     | Saina Nehwal (IND)            | Sung Ji-hyun (KOR)          |
| 2015 | Jakarta      | Carolina Marín (ESP)     | Saina Nehwal (IND)            | Lindaweni Fanetri(INA)      |
| 2017 | Glasgow      | Nozomi Okuhara (JPN)     | P. V. Sindhu (IND)            | Chen Yu Fei (CHN)           |
| 2017 | Glasgow      | Nozomi Okuhara (JPN)     | P. V. Sindhu (IND)            | Saina Nehwal (IND)          |
| 2018 | Nanjing      | Carolina Marín (ESP)     | P. V. Sindhu (IND)            | He Bingjiao (CHN)           |
| 2018 | Nanjing      | Carolina Marín (ESP)     | P. V. Sindhu (IND)            | Akane Yamaguchi (JPN)       |
| 2019 | Bazel        | P. V. Sindhu (IND)       | Nozomi Okuhara (JPN)          | Chen Yu Fei (CHN)           |
| 2019 | Bazel        | P. V. Sindhu (IND)       | Nozomi Okuhara (JPN)          | Ratchanok Inthanon (THA)    |
| 2021 | Huelva       | Akane Yamaguchi (JPN)    | Tai Tzu-Ying (TPE)            | He Bingjiao (CHN)           |
| 2021 | Huelva       | Akane Yamaguchi (JPN)    | Tai Tzu-Ying (TPE)            | Zhang Yiman (CHN)           |
| 2022 | Tokio        | Akane Yamaguchi (JPN)    | Chen Yufei (CHN)              | An Se-young (KOR)           |
| 2022 | Tokio        | Akane Yamaguchi (JPN)    | Chen Yufei (CHN)              | Tai Tzu-ying (TPE)          |
| 2023 | Kopenhagen   | An Se-young (KOR)        | Carolina Marín (ESP)          | Chen Yufei (CHN)            |
| 2023 | Kopenhagen   | An Se-young (KOR)        | Carolina Marín (ESP)          | Akane Yamaguchi (JPN)       |

### Mannen dubbel
| Jaar | Plaats       | Goud                                       | Zilver                                          | Brons                                                           |
| ---- | ------------ | ------------------------------------------ | ----------------------------------------------- | --------------------------------------------------------------- |
| 1977 | Malmö        | Tjun Tjun(INA) Johan Wahjudi(INA)          | Christian Hadinata(INA) Ade Chandra(INA)        | Bengt Fröman (SWE) Thomas Kihlström (SWE)                       |
| 1977 | Malmö        | Tjun Tjun(INA) Johan Wahjudi(INA)          | Christian Hadinata(INA) Ade Chandra(INA)        | Ray Stevens (ENG) Mike Tredgett (ENG)                           |
| 1980 | Jakarta      | Ade Chandra(INA) Christian Hadinata(INA)   | Hariamanto Kartono(INA) Rudy Haryanto(INA)      | Flemming Delfs (DEN) Steen Skovgaard (DEN)                      |
| 1980 | Jakarta      | Ade Chandra(INA) Christian Hadinata(INA)   | Hariamanto Kartono(INA) Rudy Haryanto(INA)      | Misbun Sidek (MAS) Jalani Sidek (MAS)                           |
| 1983 | Kopenhagen   | Steen Fladberg (DEN) Jesper Helledie (DEN) | Mike Tredgett (ENG) Martin Dew (ENG)            | Park Joo-bong (KOR) Lee Eun-ku (KOR)                            |
| 1983 | Kopenhagen   | Steen Fladberg (DEN) Jesper Helledie (DEN) | Mike Tredgett (ENG) Martin Dew (ENG)            | Christian Hadinata(INA) Bobby Ertanto(INA)                      |
| 1985 | Calgary      | Park Joo-bong (KOR) Kim Moon-soo (KOR)     | Li Yongbo (CHN) Tian Bingyi (CHN)               | Liem Swie King(INA) Hariamanto Kartono(INA)                     |
| 1985 | Calgary      | Park Joo-bong (KOR) Kim Moon-soo (KOR)     | Li Yongbo (CHN) Tian Bingyi (CHN)               | Mark Christensen (DEN) Michael Kjeldsen (DEN)                   |
| 1987 | Peking       | Li Yongbo (CHN) Tian Bingyi (CHN)          | Jalani Sidek (MAS) Razif Sidek (MAS)            | Jens Peter Nierhoff (DEN) Michael Kjeldsen (DEN)                |
| 1987 | Peking       | Li Yongbo (CHN) Tian Bingyi (CHN)          | Jalani Sidek (MAS) Razif Sidek (MAS)            | Park Joo-bong (KOR) Kim Moon-soo (KOR)                          |
| 1989 | Jakarta      | Li Yongbo (CHN) Tian Bingyi (CHN)          | Cheng Kang (CHN) Chen Hongyhong (CHN)           | Jalani Sidek (MAS) Razif Sidek (MAS)                            |
| 1989 | Jakarta      | Li Yongbo (CHN) Tian Bingyi (CHN)          | Cheng Kang (CHN) Chen Hongyhong (CHN)           | Rudy Gunawan(INA) Eddy Hartono(INA)                             |
| 1991 | Kopenhagen   | Park Joo-bong (KOR) Kim Moon-soo (KOR)     | Jon Holst-Christensen (DEN) Thomas Lund (DEN)   | Li Yongbo (CHN) Tian Bingyi (CHN)                               |
| 1991 | Kopenhagen   | Park Joo-bong (KOR) Kim Moon-soo (KOR)     | Jon Holst-Christensen (DEN) Thomas Lund (DEN)   | Bagus Setiadi(INA) Imay Hendra(INA)                             |
| 1993 | Birmingham   | Ricky Subagja(INA) Rudy Gunawan(INA)       | Cheah Soon Kit (MAS) Soo Beng Kiang (MAS)       | Peter Axelsson (SWE) Pär Gunnar Jönsson (SWE)                   |
| 1993 | Birmingham   | Ricky Subagja(INA) Rudy Gunawan(INA)       | Cheah Soon Kit (MAS) Soo Beng Kiang (MAS)       | Chen Kang (CHN) Chen Hongyang (CHN)                             |
| 1995 | Lausanne     | Rexy Mainaky(INA) Ricky Subagja(INA)       | Jon Holst Cristensen (DEN) Thomas Lund (DEN)    | Cheah Son Kit (MAS) Yap Kim Hock (MAS)                          |
| 1995 | Lausanne     | Rexy Mainaky(INA) Ricky Subagja(INA)       | Jon Holst Cristensen (DEN) Thomas Lund (DEN)    | Kim Dong-moon (KOR) Yoo Yong-sung (KOR)                         |
| 1997 | Glasgow      | Candra Wijaya(INA) Sigit Budiarto(INA)     | Yap Kim Hoop (MAS) Cheah Son Kit (MAS)          | Lee Dong-soo (KOR) Yoo Yong-sung (KOR)                          |
| 1997 | Glasgow      | Candra Wijaya(INA) Sigit Budiarto(INA)     | Yap Kim Hoop (MAS) Cheah Son Kit (MAS)          | Ricky Subagja(INA) Rexy Mainaky(INA)                            |
| 1999 | Kopenhagen   | Ha Tae-kwon (KOR) Kim Dong-moon (KOR)      | Lee Dong-soo (KOR) Yoo Yong-sung (KOR)          | Zhang Wei (CHN) Zhang Jun (CHN)                                 |
| 1999 | Kopenhagen   | Ha Tae-kwon (KOR) Kim Dong-moon (KOR)      | Lee Dong-soo (KOR) Yoo Yong-sung (KOR)          | Simon Archer (ENG) Nathan Robertson (ENG)                       |
| 2001 | Sevilla      | Tony Gunawan(INA) Halim Haryanto(INA)      | Ha Tae-kwon (KOR) Kim Dong-moon (KOR)           | Chen Choon (MAS) Chan Chong Ming (MAS)                          |
| 2001 | Sevilla      | Tony Gunawan(INA) Halim Haryanto(INA)      | Ha Tae-kwon (KOR) Kim Dong-moon (KOR)           | Choong Tan Fook (MAS) Lee Wan Wah (MAS)                         |
| 2003 | Birmingham   | Lars Paaske (DEN) Jonas Rasmussen (DEN)    | Candra Wijaya(INA) Sigit Budiarto(INA)          | Sang Yang (CHN) Zheng Bo (CHN)                                  |
| 2003 | Birmingham   | Lars Paaske (DEN) Jonas Rasmussen (DEN)    | Candra Wijaya(INA) Sigit Budiarto(INA)          | Fu Haifeng (CHN) Cai Yun (CHN)                                  |
| 2005 | Anaheim      | Tony Gunawan (USA) Howard Bach (USA)       | Candra Wijaya(INA) Sigit Budiarto(INA)          | Luluk Hadiyanto(INA) Alvent Yulianto(INA)                       |
| 2005 | Anaheim      | Tony Gunawan (USA) Howard Bach (USA)       | Candra Wijaya(INA) Sigit Budiarto(INA)          | Chan Chong Ming (MAS) Koo Kien Keat (MAS)                       |
| 2006 | Madrid       | Cai Yun (CHN) Fu Haifeng (CHN)             | Anthony Clark (ENG) Robert Blair (ENG)          | Jens Eriksen (DEN) Martin Lundgaard Hansen (DEN)                |
| 2006 | Madrid       | Cai Yun (CHN) Fu Haifeng (CHN)             | Anthony Clark (ENG) Robert Blair (ENG)          | Lars Paaske (DEN) Jonas Rasmussen (DEN)                         |
| 2007 | Kuala Lumpur | Markis Kido(INA) Hendra Setiawan(INA)      | Jung Jae-sung (KOR) Lee Yong-dae (KOR)          | Choong Tan Fook (MAS) Lee Wan Wah (MAS)                         |
| 2007 | Kuala Lumpur | Markis Kido(INA) Hendra Setiawan(INA)      | Jung Jae-sung (KOR) Lee Yong-dae (KOR)          | Shuichi Sakamoto (JPN) Shintaro Ikeda (JPN)                     |
| 2009 | New Delhi    | Cai Yun (CHN) Fu Haifeng (CHN)             | Jung Jae-sung (KOR) Lee Yong-dae (KOR)          | Kien Keat Koo (MAS) Boon Heong Tan (MAS)                        |
| 2009 | New Delhi    | Cai Yun (CHN) Fu Haifeng (CHN)             | Jung Jae-sung (KOR) Lee Yong-dae (KOR)          | Mohd Zakry Abdul Latif (MAS) Mohd Fairuzizuan Mohd Tazari (MAS) |
| 2010 | Parijs       | Cai Yun (CHN) Fu Haifeng (CHN)             | Kien Keat Koo (MAS) Boon Heong Tan (MAS)        | Markis Kido(INA) Hendra Setiawan(INA)                           |
| 2010 | Parijs       | Cai Yun (CHN) Fu Haifeng (CHN)             | Kien Keat Koo (MAS) Boon Heong Tan (MAS)        | Guo Zhendong (CHN) Xu Chen (CHN)                                |
| 2011 | Londen       | Cai Yun (CHN) Fu Haifeng (CHN)             | Ko Sung-hyun (KOR) Yoo Yeon-seong (KOR)         | Mohammad Ahsan(INA) Bona Septano(INA)                           |
| 2011 | Londen       | Cai Yun (CHN) Fu Haifeng (CHN)             | Ko Sung-hyun (KOR) Yoo Yeon-seong (KOR)         | Jung Jae-sung (KOR) Lee Yong-dae (KOR)                          |
| 2013 | Guangzhou    | Hendra Setiawan(INA) Mohammad Ahsan(INA)   | Mathias Boe (DEN) Carsten Mogensen (DEN)        | Cai Yun (CHN) Fu Haifeng (CHN)                                  |
| 2013 | Guangzhou    | Hendra Setiawan(INA) Mohammad Ahsan(INA)   | Mathias Boe (DEN) Carsten Mogensen (DEN)        | Kim Ki-jung (KOR) Kim Sa-rang (KOR)                             |
| 2014 | Kopenhagen   | Ko Sung-hyun (KOR) Shin Baek-choel (KOR)   | Lee Yong-dae (KOR) Yoo Yeon-seong (KOR)         | Mathias Boe (DEN) Carsten Mogensen (DEN)                        |
| 2014 | Kopenhagen   | Ko Sung-hyun (KOR) Shin Baek-choel (KOR)   | Lee Yong-dae (KOR) Yoo Yeon-seong (KOR)         | Kim Ki-jung (KOR) Kim Sa-rang (KOR)                             |
| 2015 | Jakarta      | Mohammad Ahsan(INA) Hendra Setiawan(INA)   | Liu Xiaolong (CHN) Qui Zihan (CHN)              | Lee Yong-dae (KOR) Yoo Yeon-seong (KOR)                         |
| 2015 | Jakarta      | Mohammad Ahsan(INA) Hendra Setiawan(INA)   | Liu Xiaolong (CHN) Qui Zihan (CHN)              | Hiroyuki Endo (JPN) Kenichi Hayakawa (JPN)                      |
| 2017 | Glasgow      | Liu Cheng (CHN) Zhang Nan (CHN)            | Mohammad Ahsan(INA) Rian Agung Saputro(INA)     | Chai Biao (CHN) Hong Wei (CHN)                                  |
| 2017 | Glasgow      | Liu Cheng (CHN) Zhang Nan (CHN)            | Mohammad Ahsan(INA) Rian Agung Saputro(INA)     | Takeshi Kamura (JPN) Keigo Sonoda (JPN)                         |
| 2018 | Nanjing      | Li Junhui (CHN) Liu Yuchen (CHN)           | Takeshi Kamura (JPN) Keigo Sonoda (JPN)         | Chen Hung-ling (TPE) Wang Chi-lin (TPE)                         |
| 2018 | Nanjing      | Li Junhui (CHN) Liu Yuchen (CHN)           | Takeshi Kamura (JPN) Keigo Sonoda (JPN)         | Liu Cheng (CHN) Zhang Nan (CHN)                                 |
| 2019 | Bazel        | Mohammad Ahsan(INA) Hendra Setiawan(INA)   | Takuro Hoki (JPN) Yugo Kobayashi (JPN)          | Fajar Alfian(INA) Muhammad Rian Ardianto(INA)                   |
| 2019 | Bazel        | Mohammad Ahsan(INA) Hendra Setiawan(INA)   | Takuro Hoki (JPN) Yugo Kobayashi (JPN)          | Li Junhui (CHN) Liu Yuchen (CHN)                                |
| 2021 | Huelva       | Takuro Hoki (JPN) Yugo Kobayashi (JPN)     | He Jiting (CHN) Tan Qiang (CHN)                 | Kim Astrup (DEN) Anders Skaarup Rasmussen (DEN)                 |
| 2021 | Huelva       | Takuro Hoki (JPN) Yugo Kobayashi (JPN)     | He Jiting (CHN) Tan Qiang (CHN)                 | Ong Yew Sin (MAS) Teo Ee Yi (MAS)                               |
| 2022 | Tokio        | Aaron Chia (MAS) Soh Wooi Yik (MAS)        | Mohammad Ahsan(INA) Hendra Setiawan(INA)        | Fajar Alfian(INA) Muhammad Rian Ardianto(INA)                   |
| 2022 | Tokio        | Aaron Chia (MAS) Soh Wooi Yik (MAS)        | Mohammad Ahsan(INA) Hendra Setiawan(INA)        | Satwiksairaj Rankireddy (IND) Chirag Shetty (IND)               |
| 2023 | Kopenhagen   | Kang Min-hyuk (KOR) Seo Seung-jae (KOR)    | Kim Astrup (DEN) Anders Skaarup Rasmussen (DEN) | Aaron Chia (MAS) Soh Wooi Yik (MAS)                             |
| 2023 | Kopenhagen   | Kang Min-hyuk (KOR) Seo Seung-jae (KOR)    | Kim Astrup (DEN) Anders Skaarup Rasmussen (DEN) | Liang Weikeng (CHN) Wang Chang (CHN)                            |

### Vrouwen dubbel
| Jaar | Plaats       | Goud                                       | Zilver                                                 | Brons                                                   |
| ---- | ------------ | ------------------------------------------ | ------------------------------------------------------ | ------------------------------------------------------- |
| 1977 | Malmö        | Etsuko Toganoo (JPN) Erniko Ueno (JPN)     | Joke van Beusekom (NED) Marjan Ridder (NED)            | Margaret Lockwood (ENG) Nora Perry (ENG)                |
| 1977 | Malmö        | Etsuko Toganoo (JPN) Erniko Ueno (JPN)     | Joke van Beusekom (NED) Marjan Ridder (NED)            | Inge Borgstrom (DEN) Pia Nielsen (DEN)                  |
| 1980 | Jakarta      | Nora Perry (ENG) Jane Webster (ENG)        | Verawaty Wiharjo(INA) Imelda Wiguno(INA)               | Karen Bridge (ENG) Barbara Sutton (ENG)                 |
| 1980 | Jakarta      | Nora Perry (ENG) Jane Webster (ENG)        | Verawaty Wiharjo(INA) Imelda Wiguno(INA)               | Yoshiko Yonekura (JPN) Masiko Tokuda (JPN)              |
| 1983 | Kopenhagen   | Lin Ying (CHN) Wu Dixi (CHN)               | Nora Perry (ENG) Jane Webster (ENG)                    | Wu Jianqui (CHN) Xu Rong (CHN)                          |
| 1983 | Kopenhagen   | Lin Ying (CHN) Wu Dixi (CHN)               | Nora Perry (ENG) Jane Webster (ENG)                    | Gillian Clark (ENG) Gillian Gilks (ENG)                 |
| 1985 | Calgary      | Han Aiping (CHN) Li Lingwei (CHN)          | Lin Ying (CHN) Wu Dixi (CHN)                           | Kim Yun-ja (KOR) Yoo Sang-hee (KOR)                     |
| 1985 | Calgary      | Han Aiping (CHN) Li Lingwei (CHN)          | Lin Ying (CHN) Wu Dixi (CHN)                           | Kang Haeng-suk (KOR) Hwang Sun-ai (KOR)                 |
| 1987 | Peking       | Lin Ying (CHN) Guan Weizhen (CHN)          | Han Aiping (CHN) Li Lingwei (CHN)                      | Kim Yun-ja (KOR) Chung So-young (KOR)                   |
| 1987 | Peking       | Lin Ying (CHN) Guan Weizhen (CHN)          | Han Aiping (CHN) Li Lingwei (CHN)                      | Chung Myung-hee (KOR) Hwang Hye Young (KOR)             |
| 1989 | Jakarta      | Lin Ying (CHN) Guan Weizhen (CHN)          | Chung Myung-hee (KOR) Hwang Hye-young (KOR)            | Christine Magnusson (SWE) Maria Bengtsson (SWE)         |
| 1989 | Jakarta      | Lin Ying (CHN) Guan Weizhen (CHN)          | Chung Myung-hee (KOR) Hwang Hye-young (KOR)            | Sun Xiaoqing (CHN) Zhou Lei (CHN)                       |
| 1991 | Kopenhagen   | Guan Weizhen (CHN) Nong Qunhau (CHN)       | Christine Magnusson (SWE) Maria Bengtsson (SWE)        | Shim Eun-jung (KOR) Gil Young-ah (KOR)                  |
| 1991 | Kopenhagen   | Guan Weizhen (CHN) Nong Qunhau (CHN)       | Christine Magnusson (SWE) Maria Bengtsson (SWE)        | Hwang Hye-young (KOR) Chung So-young (KOR)              |
| 1993 | Birmingham   | Nong Qunhua (CHN) Lei Zhou (CHN)           | Chen Ying (CHN) Wu Yuhong (CHN)                        | Chung So-young (KOR) Gil Young-ah (KOR)                 |
| 1993 | Birmingham   | Nong Qunhua (CHN) Lei Zhou (CHN)           | Chen Ying (CHN) Wu Yuhong (CHN)                        | Lotte Olsen (DEN) Lisbet Steur-Lauridsen (DEN)          |
| 1995 | Lausanne     | Gil Young-ah (KOR) Shim Eun-jung (KOR)     | Finarsih(INA) Lili Tampi(INA)                          | Qin Yiyuan (CHN) Tang Yongshu (CHN)                     |
| 1995 | Lausanne     | Gil Young-ah (KOR) Shim Eun-jung (KOR)     | Finarsih(INA) Lili Tampi(INA)                          | Helene Kirkegaard (DEN) Rikke Olsen (DEN)               |
| 1997 | Glasgow      | Ge Fei (CHN) Gu Jun (CHN)                  | Qin Yiyuan (CHN) Tang Yongshu (CHN)                    | Eliza Nethenael(INA) Resiana Zelin(INA)                 |
| 1997 | Glasgow      | Ge Fei (CHN) Gu Jun (CHN)                  | Qin Yiyuan (CHN) Tang Yongshu (CHN)                    | Qiang Hong (CHN) Liu Lu (CHN)                           |
| 1999 | Kopenhagen   | Ge Fei (CHN) Gu Jun (CHN)                  | Ra Kyung-min (KOR) Chung Jai-hee (KOR)                 | Qin Yiyuan (CHN) Gao Ling (CHN)                         |
| 1999 | Kopenhagen   | Ge Fei (CHN) Gu Jun (CHN)                  | Ra Kyung-min (KOR) Chung Jai-hee (KOR)                 | Ann-Lou Jørgensen (DEN) Majken Vange (DEN)              |
| 2001 | Sevilla      | Gao Ling (CHN) Huang Sui (CHN)             | Zhang Jiewen (CHN) Wei Yili (CHN)                      | Ra Kyung-min (KOR) Lee Kyung-won (KOR)                  |
| 2001 | Sevilla      | Gao Ling (CHN) Huang Sui (CHN)             | Zhang Jiewen (CHN) Wei Yili (CHN)                      | Chen Lin (CHN) Jiang Xuelian (CHN)                      |
| 2003 | Birmingham   | Gao Ling (CHN) Huang Sui (CHN)             | Wei Yili (CHN) Zhao Tingting (CHN)                     | Shizuka Yamamoto (JPN) Seiko Yamada (JPN)               |
| 2003 | Birmingham   | Gao Ling (CHN) Huang Sui (CHN)             | Wei Yili (CHN) Zhao Tingting (CHN)                     | Rikke Olsen (DEN) Ann-Lou Jørgensen (DEN)               |
| 2005 | Anaheim      | Yang Wei (CHN) Zhang Jiewen (CHN)          | Gao Ling (CHN) Huang Sui (CHN)                         | Zhang Dan (CHN) Zhang Yawen (CHN)                       |
| 2005 | Anaheim      | Yang Wei (CHN) Zhang Jiewen (CHN)          | Gao Ling (CHN) Huang Sui (CHN)                         | Lee Kyung-won (KOR) Hyo Jung-lee (KOR)                  |
| 2006 | Madrid       | Gao Ling (CHN) Huang Sui (CHN)             | Zhang Yawen (CHN) Wei Yili (CHN)                       | Yang Wei (CHN) Zhang Jiewen (CHN)                       |
| 2006 | Madrid       | Gao Ling (CHN) Huang Sui (CHN)             | Zhang Yawen (CHN) Wei Yili (CHN)                       | Du Jing (CHN) Yu Yang (CHN)                             |
| 2007 | Kuala Lumpur | Yang Wei (CHN) Zhang Jiewen (CHN)          | Gao Ling (CHN) Huang Sui (CHN)                         | Zhang Yawen (CHN) Wei Yili (CHN)                        |
| 2007 | Kuala Lumpur | Yang Wei (CHN) Zhang Jiewen (CHN)          | Gao Ling (CHN) Huang Sui (CHN)                         | Kumiko Ogura (JPN) Reiko Shiota (JPN)                   |
| 2009 | New Delhi    | Zhang Yawen (CHN) Zhao Tingting (CHN)      | Cheng Shu (CHN) Zhao Yunlei (CHN)                      | Ma Jin (CHN) Wang Xiaoli (CHN)                          |
| 2009 | New Delhi    | Zhang Yawen (CHN) Zhao Tingting (CHN)      | Cheng Shu (CHN) Zhao Yunlei (CHN)                      | Du Jing (CHN) Yu Yang (CHN)                             |
| 2010 | Parijs       | Du Jing (CHN) Yu Yang (CHN)                | Ma Jin (CHN) Wang Xiaoli (CHN)                         | Cheng Wen-hsing (TPE) Chien Yu-chin (TPE)               |
| 2010 | Parijs       | Du Jing (CHN) Yu Yang (CHN)                | Ma Jin (CHN) Wang Xiaoli (CHN)                         | Cheng Shu (CHN) Zhao Yunlei (CHN)                       |
| 2011 | Londen       | Wang Xiaoli (CHN) Yu Yang (CHN)            | Tian Qing (CHN) Zhao Yunlei (CHN)                      | Jwala Gutta (IND) Ashwini Ponnappa (IND)                |
| 2011 | Londen       | Wang Xiaoli (CHN) Yu Yang (CHN)            | Tian Qing (CHN) Zhao Yunlei (CHN)                      | Miyuki Maeda (JPN) Satoko Suetsuna (JPN)                |
| 2013 | Guangzhou    | Wang Xiaoli (CHN) Yu Yang (CHN)            | Eom Hye-won (KOR) Jang Ye-na (KOR)                     | Christinna Pedersen (DEN) Kamilla Rytter Juhl (DEN)     |
| 2013 | Guangzhou    | Wang Xiaoli (CHN) Yu Yang (CHN)            | Eom Hye-won (KOR) Jang Ye-na (KOR)                     | Tian Qing (CHN) Zhao Yunlei (CHN)                       |
| 2014 | Kopenhagen   | Tian Qing (CHN) Zhao Yunlei (CHN)          | Wang Xiaoli (CHN) Yu Yang (CHN)                        | Lee So-he (KOR) Shin Seung-chan (KOR)                   |
| 2014 | Kopenhagen   | Tian Qing (CHN) Zhao Yunlei (CHN)          | Wang Xiaoli (CHN) Yu Yang (CHN)                        | Reika Kakiiwa (JPN) Miyuki Maeda (JPN)                  |
| 2015 | Jakarta      | Tian Qing (CHN) Zhao Yunlei (CHN)          | Christinna Pedersen (DEN) Kamilla Rytter Juhl (DEN)    | Nithya Krishinda Maheswari(INA) Greysia Polii(INA)      |
| 2015 | Jakarta      | Tian Qing (CHN) Zhao Yunlei (CHN)          | Christinna Pedersen (DEN) Kamilla Rytter Juhl (DEN)    | Naoko Fukuman (JPN) Kurumi Yonao (JPN)                  |
| 2017 | Glasgow      | Chen Qingchen (CHN) Jia Yifan (CHN)        | Yuki Fukushima (JPN) Sayaka Hirota (JPN)               | Misaki Matsutomo (JPN) Ayaka Takahashi (JPN)            |
| 2017 | Glasgow      | Chen Qingchen (CHN) Jia Yifan (CHN)        | Yuki Fukushima (JPN) Sayaka Hirota (JPN)               | Christinna Pedersen (DEN) Kamilla Rytter Juhl (DEN)     |
| 2018 | Nanjing      | Mayu Matsumoto (JPN) Wakana Nagahara (JPN) | Yuki Fukushima (JPN) Sayaka Hirota (JPN)               | Greysia Polii(INA) Apriyani Rahayu(INA)                 |
| 2018 | Nanjing      | Mayu Matsumoto (JPN) Wakana Nagahara (JPN) | Yuki Fukushima (JPN) Sayaka Hirota (JPN)               | Shiho Tanaka (JPN) Koharu Yonemoto (JPN)                |
| 2019 | Bazel        | Mayu Matsumoto (JPN) Wakana Nagahara (JPN) | Yuki Fukushima (JPN) Sayaka Hirota (JPN)               | Du Yue (CHN) Li Yinhui (CHN)                            |
| 2019 | Bazel        | Mayu Matsumoto (JPN) Wakana Nagahara (JPN) | Yuki Fukushima (JPN) Sayaka Hirota (JPN)               | Greysia Polii(INA) Apriyani Rahayu(INA)                 |
| 2021 | Huelva       | Chen Qingchen (CHN) Jia Yifan (CHN)        | Lee So-hee (KOR) Shin Seung-chan (KOR)                 | Kim So-yeong (KOR) Kong Hee-yong (KOR)                  |
| 2021 | Huelva       | Chen Qingchen (CHN) Jia Yifan (CHN)        | Lee So-hee (KOR) Shin Seung-chan (KOR)                 | Mayu Matsumoto (JPN) Wakana Nagahara (JPN)              |
| 2022 | Tokio        | Chen Qingchen (CHN) Jia Yifan (CHN)        | Kim So-yeong (KOR) Kong Hee-yong (KOR)                 | Mayu Matsumoto (JPN) Wakana Nagahara (JPN)              |
| 2022 | Tokio        | Chen Qingchen (CHN) Jia Yifan (CHN)        | Kim So-yeong (KOR) Kong Hee-yong (KOR)                 | Puttita Supajirakul (THA) Sapsiree Taerattanachai (THA) |
| 2023 | Kopenhagen   | Chen Qingchen (CHN) Jia Yifan (CHN)        | Apriani Rahayu (INA) Siti Fadia Silva Ramadhanti (INA) | Kim So-yeong (KOR) Kong Hee-yong (KOR)                  |
| 2023 | Kopenhagen   | Chen Qingchen (CHN) Jia Yifan (CHN)        | Apriani Rahayu (INA) Siti Fadia Silva Ramadhanti (INA) | Zhang Shuxian (CHN) Zheng Yu (CHN)                      |

### Gemengd dubbel
| Jaar | Plaats       | Goud                                                       | Zilver                                                     | Brons                                                   |
| ---- | ------------ | ---------------------------------------------------------- | ---------------------------------------------------------- | ------------------------------------------------------- |
| 1977 | Malmö        | Sten Skovgaard (DEN) Lene Køppen (DEN)                     | Derek Talbot (ENG) Gillian Gilks (ENG)                     | Mike Tredgett (ENG) Nora Perry (ENG)                    |
| 1977 | Malmö        | Sten Skovgaard (DEN) Lene Køppen (DEN)                     | Derek Talbot (ENG) Gillian Gilks (ENG)                     | Billy Gilliland (SCO) Joanne Flochhart (SCO)            |
| 1980 | Jakarta      | Christian Hadinata(INA) Imelda Wiguno(INA)                 | Mike Tredgett (ENG) Nora Perry (ENG)                       | Steen Fladberg (DEN) Pia Nielsen (DEN)                  |
| 1980 | Jakarta      | Christian Hadinata(INA) Imelda Wiguno(INA)                 | Mike Tredgett (ENG) Nora Perry (ENG)                       | Sten Skovgaard (DEN) Lene Køppen (DEN)                  |
| 1983 | Kopenhagen   | Thomas Kihlström (SWE) Nora Perry (ENG)                    | Steen Fladberg (DEN) Pia Nielsen (DEN)                     | Mike Tredgett (ENG) Karen Chapman (ENG)                 |
| 1983 | Kopenhagen   | Thomas Kihlström (SWE) Nora Perry (ENG)                    | Steen Fladberg (DEN) Pia Nielsen (DEN)                     | Jiang Guoliang (CHN) Lin Ying (CHN)                     |
| 1985 | Calgary      | Park Joo-bong (KOR) Yoo Sang-hee (KOR)                     | Stefan Karlsson (SWE) Maria Bengtsson (SWE)                | Nigel Tier (ENG) Gillian Gowers (ENG)                   |
| 1985 | Calgary      | Park Joo-bong (KOR) Yoo Sang-hee (KOR)                     | Stefan Karlsson (SWE) Maria Bengtsson (SWE)                | Zhang Xinguang (CHN) Yuling Lao (CHN)                   |
| 1987 | Peking       | Wang Pengren (CHN) Shi Fangjin (CHN)                       | Lee Deuk-choon (KOR) Chung Myung Hee (KOR)                 | Martin Dew (ENG) Gillian Gilks (ENG)                    |
| 1987 | Peking       | Wang Pengren (CHN) Shi Fangjin (CHN)                       | Lee Deuk-choon (KOR) Chung Myung Hee (KOR)                 | He Yiming (CHN) Yang Xinfang (CHN)                      |
| 1989 | Jakarta      | Park Joo-bong (KOR) Chung Myung-hee (KOR)                  | Eddy Hartono(INA) Verawaty Fajrin(INA)                     | Wu Chibing (CHN) Yang Xinfang (CHN)                     |
| 1989 | Jakarta      | Park Joo-bong (KOR) Chung Myung-hee (KOR)                  | Eddy Hartono(INA) Verawaty Fajrin(INA)                     | Wang Pengren (CHN) Shi Fangjin (CHN)                    |
| 1991 | Kopenhagen   | Park Joo-bong (KOR) Chung Myung-hee (KOR)                  | Thomas Lund (DEN) Pernille Dupont (DEN)                    | Jon Holst-Christensen (DEN) Grete Mogensen (DEN)        |
| 1991 | Kopenhagen   | Park Joo-bong (KOR) Chung Myung-hee (KOR)                  | Thomas Lund (DEN) Pernille Dupont (DEN)                    | Kang Kyung-jin (KOR) Shim Eun-jung (KOR)                |
| 1993 | Birmingham   | Thomas Lund (DEN) Catrine Bengtsson (SWE)                  | Jon Holst-Christensen (DEN) Grete Mogensen (DEN)           | Nick Ponting (ENG) Gillian Clark (ENG)                  |
| 1993 | Birmingham   | Thomas Lund (DEN) Catrine Bengtsson (SWE)                  | Jon Holst-Christensen (DEN) Grete Mogensen (DEN)           | Aryono Miranat(INA) Eliza Nathanael(INA)                |
| 1995 | Lausanne     | Thomas Lund (DEN) Marlene Thomsen (DEN)                    | Jens Eriksen (DEN) Helene Kirkegaard (DEN)                 | Jan Eric Antonsson (SWE) Astrid Crabo (SWE)             |
| 1995 | Lausanne     | Thomas Lund (DEN) Marlene Thomsen (DEN)                    | Jens Eriksen (DEN) Helene Kirkegaard (DEN)                 | Liu Jianju (CHN) Ge Fei (CHN)                           |
| 1997 | Glasgow      | Liu Yong (CHN) Ge Fei (CHN)                                | Jens Eriksen (DEN) Marlene Thomsen (DEN)                   | Trikus Heryanto(INA) Minarti Timur(INA)                 |
| 1997 | Glasgow      | Liu Yong (CHN) Ge Fei (CHN)                                | Jens Eriksen (DEN) Marlene Thomsen (DEN)                   | Michael Søgaard (DEN) Rikke Olsen (DEN)                 |
| 1999 | Kopenhagen   | Kim Dong-moon (KOR) Ra Kyung-min (KOR)                     | Simon Archer (ENG) Joanne Goode (ENG)                      | Liu Yong (CHN) Ge Fei (CHN)                             |
| 1999 | Kopenhagen   | Kim Dong-moon (KOR) Ra Kyung-min (KOR)                     | Simon Archer (ENG) Joanne Goode (ENG)                      | Michael Søgaard (DEN) Rikke Olsen (DEN)                 |
| 2001 | Sevilla      | Zhang Jun (CHN) Gao Ling (CHN)                             | Kim Dong-moon (KOR) Ra Kyung-min (KOR)                     | Michael Søgaard (DEN) Rikke Olsen (DEN)                 |
| 2001 | Sevilla      | Zhang Jun (CHN) Gao Ling (CHN)                             | Kim Dong-moon (KOR) Ra Kyung-min (KOR)                     | Jens Eriksen (DEN) Mette Schjoldager (DEN)              |
| 2003 | Birmingham   | Kim Dong-moon (KOR) Ra Kyung-min (KOR)                     | Zhang Jun (CHN) Gao Ling (CHN)                             | Jonas Rasmussen (DEN) Rikke Olsen (DEN)                 |
| 2003 | Birmingham   | Kim Dong-moon (KOR) Ra Kyung-min (KOR)                     | Zhang Jun (CHN) Gao Ling (CHN)                             | Chen Qiqiu (CHN) Zhao Tingting (CHN)                    |
| 2005 | Anaheim      | Nova Widianto(INA) Liliyana Natsir(INA)                    | Xie Zhongbo (CHN) Zhang Yawen (CHN)                        | Daniel A Shirley (NZL) Sara Runesten-Petersen (NZL)     |
| 2005 | Anaheim      | Nova Widianto(INA) Liliyana Natsir(INA)                    | Xie Zhongbo (CHN) Zhang Yawen (CHN)                        | Sudket Prapakamol (THA) Saralee Thoungthongkam (THA)    |
| 2006 | Madrid       | Nathan Robertson (ENG) Gail Emms (ENG)                     | Anthony Clark (ENG) Donna Kellogg (ENG)                    | Koo Kien Keat (MAS) Wong Pei Tty (MAS)                  |
| 2006 | Madrid       | Nathan Robertson (ENG) Gail Emms (ENG)                     | Anthony Clark (ENG) Donna Kellogg (ENG)                    | Sudket Prapakamol (THA) Saralee Thoungthongkam (THA)    |
| 2007 | Kuala Lumpur | Nova Widianto(INA) Liliyana Natsir(INA)                    | Zheng Bo (CHN) Gao Ling (CHN)                              | Xie Zhongbo (CHN) Zhang Yawen (CHN)                     |
| 2007 | Kuala Lumpur | Nova Widianto(INA) Liliyana Natsir(INA)                    | Zheng Bo (CHN) Gao Ling (CHN)                              | Flandy Limpele(INA) Vita Marissa(INA)                   |
| 2009 | New Delhi    | Thomas Laybourn (DEN) Kamilla Rytter Juhl (DEN)            | Nova Widianto(INA) Liliyana Natsir(INA)                    | Joachim Fischer Nielsen (DEN) Christinna Pedersen (DEN) |
| 2009 | New Delhi    | Thomas Laybourn (DEN) Kamilla Rytter Juhl (DEN)            | Nova Widianto(INA) Liliyana Natsir(INA)                    | Lee Yong-dae (KOR) Lee Hyo-jung (KOR)                   |
| 2010 | Parijs       | Zheng Bo (CHN) Ma Jin (CHN)                                | He Hanbin (CHN) Yu Yang (CHN)                              | Lee Sheng-mu (TPE) Chien Yu-chin (TPE)                  |
| 2010 | Parijs       | Zheng Bo (CHN) Ma Jin (CHN)                                | He Hanbin (CHN) Yu Yang (CHN)                              | Ko Sung-hyun (KOR) Ha Jung-eun (KOR)                    |
| 2011 | Londen       | Zhang Nan (CHN) Zhao Yunlei (CHN)                          | Chris Adcock (ENG) Imogen Bankier (SCO)                    | Tantowi Ahmad(INA) Liliyana Natsir(INA)                 |
| 2011 | Londen       | Zhang Nan (CHN) Zhao Yunlei (CHN)                          | Chris Adcock (ENG) Imogen Bankier (SCO)                    | Xu Chen (CHN) Ma Jin (CHN)                              |
| 2013 | Guangzhou    | Tantowi Ahmad(INA) Liliyana Natsir(INA)                    | Xu Chen (CHN) Ma Jin (CHN)                                 | Shin Baek-cheol (KOR) Eom Hye-won (KOR)                 |
| 2013 | Guangzhou    | Tantowi Ahmad(INA) Liliyana Natsir(INA)                    | Xu Chen (CHN) Ma Jin (CHN)                                 | Zhang Nan (CHN) Zhao Yunlei (CHN)                       |
| 2014 | Kopenhagen   | Zhang Nan (CHN) Zhao Yunlei (CHN)                          | Xu Chen (CHN) Ma Jin (CHN)                                 | Joachim Fischer Nielsen (DEN) Christinna Pedersen (DEN) |
| 2014 | Kopenhagen   | Zhang Nan (CHN) Zhao Yunlei (CHN)                          | Xu Chen (CHN) Ma Jin (CHN)                                 | Liu Cheng (CHN) Bao Yixin (CHN)                         |
| 2015 | Jakarta      | Zhang Nan (CHN) Zhao Yunlei (CHN)                          | Liu Cheng (CHN) Bao Yixin (CHN)                            | Tontowi Ahmad(INA) Liliyana Natsir(INA)                 |
| 2015 | Jakarta      | Zhang Nan (CHN) Zhao Yunlei (CHN)                          | Liu Cheng (CHN) Bao Yixin (CHN)                            | Xu Chen (CHN) Ma Jin (CHN)                              |
| 2017 | Glasgow      | Tontowi Ahmad(INA) Liliyana Natsir(INA)                    | Zheng Siwei (CHN) Chen Qingchen (CHN)                      | Chris Adcock (ENG) Gabrielle Adcock (ENG)               |
| 2017 | Glasgow      | Tontowi Ahmad(INA) Liliyana Natsir(INA)                    | Zheng Siwei (CHN) Chen Qingchen (CHN)                      | Lee Chun Hei (HKG) Chau Hoi Wah (HKG)                   |
| 2018 | Nanjing      | Zheng Siwei (CHN) Huang Yaqiong (CHN)                      | Wang Yilyu (CHN) Huang Dongping (CHN)                      | Zhang Nan (CHN) Li Yinhui (CHN)                         |
| 2018 | Nanjing      | Zheng Siwei (CHN) Huang Yaqiong (CHN)                      | Wang Yilyu (CHN) Huang Dongping (CHN)                      | Tang Chun Man (HKG) Tse Ying Suet (HKG)                 |
| 2019 | Bazel        | Zheng Siwei (CHN) Huang Yaqiong (CHN)                      | Dechapol Puavaranukroh (THA) Sapsiree Taerattanachai (THA) | Wang Yilyu (CHN) Huang Dongping (CHN)                   |
| 2019 | Bazel        | Zheng Siwei (CHN) Huang Yaqiong (CHN)                      | Dechapol Puavaranukroh (THA) Sapsiree Taerattanachai (THA) | Yuta Watanabe (JPN) Arisa Higashino (JPN)               |
| 2021 | Huelva       | Dechapol Puavaranukroh (THA) Sapsiree Taerattanachai (THA) | Yuta Watanabe (JPN) Arisa Higashino (JPN)                  | Tang Chun Man (HKG) Tse Ying Suet (HKG)                 |
| 2021 | Huelva       | Dechapol Puavaranukroh (THA) Sapsiree Taerattanachai (THA) | Yuta Watanabe (JPN) Arisa Higashino (JPN)                  | Kyohei Yamashita (JPN) Naru Shinoya (JPN)               |
| 2022 | Tokio        | Zheng Siwei (CHN) Huang Yaqiong (CHN)                      | Yuta Watanabe (JPN) Arisa Higashino (JPN)                  | Mark Lamsfuß (GER) Isabel Lohau (GER)                   |
| 2022 | Tokio        | Zheng Siwei (CHN) Huang Yaqiong (CHN)                      | Yuta Watanabe (JPN) Arisa Higashino (JPN)                  | Wang Yilyu (CHN) Huang Dongping (CHN)                   |
| 2023 | Kopenhagen   | Seo Seung-jae (KOR) Chae Yu-jung (KOR)                     | Zheng Siwei (CHN) Huang Yaqiong (CHN)                      | Yuta Watanabe (JPN) Arisa Higashino (JPN)               |
| 2023 | Kopenhagen   | Seo Seung-jae (KOR) Chae Yu-jung (KOR)                     | Zheng Siwei (CHN) Huang Yaqiong (CHN)                      | Jiang Zhenbang (CHN) Wei Yaxin (CHN)                    |

## Medailleklassement
| Plaats | Land                   | Goud | Zilver | Brons | Totaal |
| 1      | China (CHN)            | 70   | 49     | 83    | 202    |
| 2      | Indonesië (INA)        | 23   | 20     | 37    | 80     |
| 3      | Zuid-Korea (KOR)       | 13   | 15     | 33    | 61     |
| 4      | Denemarken (DEN)       | 11,5 | 15     | 41    | 67,5   |
| 5      | Japan (JPN)            | 9    | 9      | 21    | 39     |
| 6      | Spanje (ESP)           | 3    | 1      | 0     | 4      |
| 7      | Thailand (THA)         | 3    | 2      | 5     | 10     |
| 8      | Engeland (ENG)         | 2,5  | 8,5    | 13    | 24     |
| 9      | Maleisië (MAS)         | 1    | 81     | 14    | 23     |
| 10     | India (IND)            | 1    | 4      | 9     | 14     |
| 11     | Zweden (SWE)           | 1    | 2      | 5     | 8      |
| 12     | Singapore (SGP)        | 1    | 0      | 0     | 1      |
| 12     | Verenigde Staten (USA) | 1    | 0      | 0     | 1      |
| 14     | Chinees Taipei (TPE)   | 0    | 3      | 6     | 9      |
| 15     | Hongkong (HKG)         | 0    | 1      | 3     | 4      |
| 16     | Nederland (NED)        | 0    | 1      | 1     | 2      |
| 17     | Schotland (SCO)        | 0    | 0,5    | 1     | 1,5    |
| 18     | Duitsland (GER)        | 0    | 0      | 5     | 5      |
| 19     | Frankrijk (FRA)        | 0    | 0      | 1     | 1      |
| 19     | Nieuw-Zeeland (NZL)    | 0    | 0      | 1     | 1      |
| 19     | Vietnam (VIE)          | 0    | 0      | 1     | 1      |
| Totaal | Totaal                 | 140  | 1391   | 280   | 559    |

Bijgewerkt t/m het WK van 2023
1De Maleisiër Lee Chong Wei moest zijn zilveren medaille uit 2014 inleveren.